# 요시다 미나토
요시다 미나토(일본어: 吉田 実成都, 1992년 2월 17일 ~ )는 일본의 축구 선수이다.

## 구단 경력
과거 AC 나가노 파르세이루에서 활동하였다.